# Miquel Albert Tarrida
Miki Albert, nació el 4 de septiembre de 1980 en Gavá (Barcelona). Es un exfutbolista español que se retiró cuando militaba en el Girona Futbol Club.

## Biografía
Se ha criado como futbolista en la cantera del Gavá y del FC Barcelona, aunque posteriormente ha pasado por el Mataró, Gramanet, Real Irún y Gavá, hasta que en 2006 se enroló en las filas del conjunto Gironi.

En agosto de 2008 Miki Albert tras una exhaustiva revisión médica, descubre que sufre una hipertrofia cardiaca (tiene el corazón más grande de lo normal) con lo cual se vio obligado a retirarse de la práctica del fútbol profesional, por el peligro de sufrir muerte súbita.
Llegó a ser el pichichi del equipo en ese mismo año y formó parte del equipo que subió al Girona FC de la Tercera División a la Segunda División, en tan solo dos años.

Desde el principio de temporada 2008/09 el Girona FC, contento con la labor del jugador le ofreció el cargo de secretario técnico.
También es ojeador del FC Barcelona.